# Zimmer 483
Zimmer 483 (Room 483) е вторият албум на немската рок група Токио Хотел. Издаден е на 23 февруари 2007 г. в Германия. Албумът притежава четири сингъла: „Übers Ende der Welt“, „Spring nicht“ и „An deiner Seite (Ich bin da)“. В контраст с други издания на Токио Хотел, Zimmer 483 се доказа като най-надежния когато става дума за продажби с неговите 375 000 продадени копия само за два месеца. Сертифициран е като платинен албум в Австрия. Първоначално е бил издаден в Digipak кутия с бонус DVD, включващо промоционално видео за „Übers Ende der Welt“, специален Making-of клип, интервю и снимкова галерия.

## Траклист
| №   | Заглавие                       | Текстописци                                                             | Времетраене |
| --- | ------------------------------ | ----------------------------------------------------------------------- | ----------- |
| 1.  | „Übers Ende der Welt“          | Бил Каулиц, Том Каулиц, Дейв Рот, Дейвид Йост, Пат Бензер, Питър Хофман | 3:33        |
| 2.  | „Totgeliebt“                   | Токио Хотел, Дейв Рот, Дейвид Йост, Пат Бензер, Питър Хофман            | 3:42        |
| 3.  | „Spring nicht“                 | Бил Каулиц, Том Каулиц, Дейв Рот, Дейвид Йост, Пат Бензер, Питър Хофман | 4:09        |
| 4.  | „Heilig“                       | Бил Каулиц, Дейв Рот, Дейвид Йост, Пат Бензер, Питър Хофман             | 4:03        |
| 5.  | „Wo sind eure Hände“           | Токио Хотел, Дейв Рот, Дейвид Йост, Пат Бензер, Питър Хофман            | 3:37        |
| 6.  | „Stich ins Glück“              | Бил Каулиц, Том Каулиц, Дейв Рот, Дейвид Йост, Пат Бензер, Питър Хофман | 4:05        |
| 7.  | „Ich brech aus“                | Токио Хотел, Дейв Рот, Дейвид Йост, Пат Бензер, Питър Хофман            | 3:24        |
| 8.  | „Reden“                        | Бил Каулиц, Том Каулиц, Дейв Рот, Дейвид Йост, Пат Бензер, Питър Хофман | 3:13        |
| 9.  | „Nach dir kommt nichts“        | Бил Каулиц, Том Каулиц, Дейв Рот, Дейвид Йост, Пат Бензер, Питър Хофман | 3:14        |
| 10. | „Wir sterben niemals aus“      | Бил Каулиц, Том Каулиц                                                  | 2:59        |
| 11. | „Vergessene Kinder“            | Бил Каулиц, Том Каулиц, Дейв Рот, Дейвид Йост, Пат Бензер, Питър Хофман | 4:34        |
| 12. | „An deiner Seite (Ich bin da)“ | Бил Каулиц, Дейв Рот, Дейвид Йост, Пат Бензер, Питър Хофман             | 4:24        |

Бонус песни към френското/испанското издание
| №   | Заглавие                 | Текстописци                                                                     | Времетраене |
| --- | ------------------------ | ------------------------------------------------------------------------------- | ----------- |
| 13. | „Wir schliessen uns ein“ | Бил Каулиц, Том Каулиц, Дейв Рот, Дейвид Йост, Пат Бензер, Питър Хофман         | 3:14        |
| 14. | „Monsoon“                | Бил Каулиц, Дейв Рот, Дейвид Йост, Пат Бензер, Питър Хофман                     | 4:02        |
| 15. | „Ready, Set, Go!“        | Бил Каулиц, Том Каулиц, Дейв Рот, Дейвид Йост, Пат Бензер, Питър Хофман, Р. Рот | 3:34        |

Делукс версия – Бонус DVD
1. Сникова галерия „Zimmer 483“
2. Интервю
3. „Übers Ende der Welt“ (Making of)
4. „Übers Ende der Welt“ (Музикален клип)

## История на издаването
| Страна  | Дата              |
| ------- | ----------------- |
| Европа  | 23 февруари 2007  |
| Канада  | 25 март 2008      |
| Мексико | 23 септември 2008 |

## Класации
| Класации (2007)               | Позиция |
| ----------------------------- | ------- |
| Класация на австрийски албуми | 2       |
| Класация на белгийски албуми  | 50      |
| Класация на датски албуми     | 11      |
| Класация на холандски албуми  | 23      |
| Класация на фински албуми     | 13      |
| Класация на френски албуми    | 2       |
| Класация на немски албуми     | 1       |
| Класация на унгарски албуми   | 5       |
| Класация на шеведски албуми   | 2       |

## Екип
| Кредити за изпълнение - - Бил Каулиц – главни вокали, допълнителни клавири - Том Каулиц – guitars, piano, backing vocals - Георг Листинг – бас китара, клавири, синтезатор, беквокали - Густав Шефер – барабани, ударни инструменти | Технически кредити - - Продукция: Патрик Бензер, Дейв Рот, Дейвид Йост, Питър Хофман - Смесване: Патрик Бензер, Дейв Рот, Манфред Фауст - Мастеринг: Gateway Mastering - Фотография: Йенс Долдт |